# أليسون ثورنتون
أليسون ثورنتون (بالإنجليزية: Alison Thornton)‏ هي ممثلة أمريكية، ولدت في 14 أغسطس 1999 في فانكوفر في كندا.

## وصلات خارجية
- أليسون ثورنتون على موقع IMDb (الإنجليزية)
- أليسون ثورنتون على موقع قاعدة بيانات الفيلم (الإنجليزية)